# Jezioro Brzydowskie
Jezioro Brzydowskie (niem. Hinter See) – jezioro w Polsce, położone w województwie warmińsko-mazurskim, w powiecie olsztyńskim, w gminie Świątki, na zachód od wsi Brzydowo.

## Dane morfometryczne
Powierzchnia jeziora wynosi 22,56 ha. 